# Автошлях E714
Європейський маршрут E 714 проходить територією Франції від міста Оранж до Марселя. Загальна довжина — 116 кілометрів.

## Маршрут

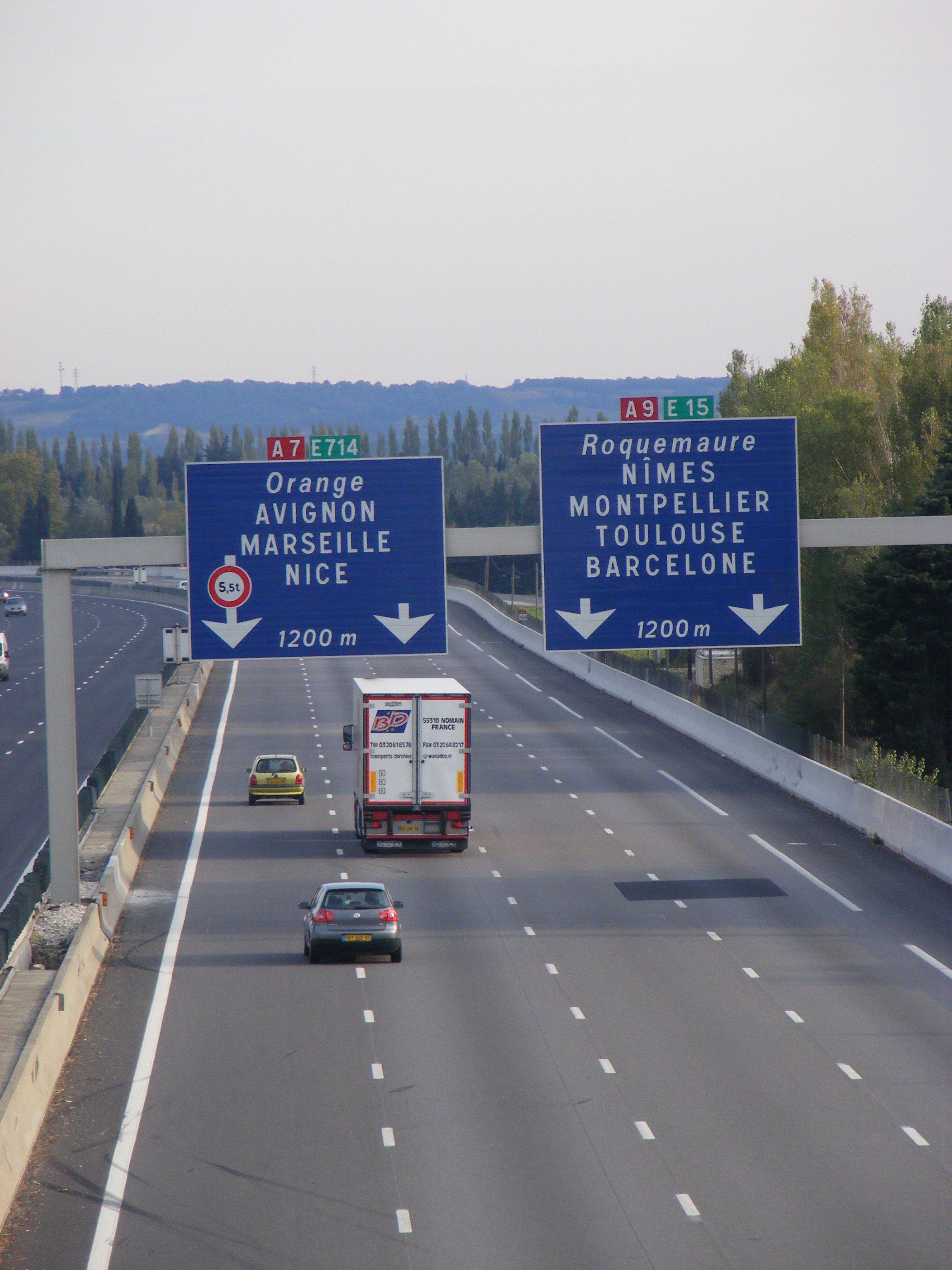
Європейський маршрут E 714

Шлях проходить через такі міста:
- Франція
  - E15 Оранж
  - E712 Марселя